# Wermelskirchener Rundweg
Der Wermelskirchener Rundweg ist ein 34 Kilometer langer Rundwanderweg um die Stadt Wermelskirchen. Als Wegzeichen besitzt der Wanderweg einen Kreis  Ο . Die Auffrischung der Wegzeichen erfolgt in regelmäßigen Abständen durch die Ortsabteilung Wermelskirchen des Sauerländischen Gebirgsvereins.
Bei dem Bau der Großen Dhünntalsperre wurde der Weg im Süden der Stadt überflutet und musste auf mehreren Kilometern verlegt werden. Er führt nun durch den Uferwald der Talsperre.
Der Weg berührt folgende Sehenswürdigkeiten:
- Ehemaliger Bahnhof Wermelskirchen an der Bahnstrecke Wuppertal-Oberbarmen–Opladen
- Eifgenbach
- Kleine Dhünn
- Knochenmühle
- Staelsmühle
- Dhünn
- Vorsperre Kleine Dhünn
- Große Dhünntalsperre
- Aussichtsturm Ketzbergerhöhe
- Freibad Dabringhausen im Linnefetal
- Koenenmühle
- Dabringhausen
- Rausmühle im Eifgental
- Heintjesmühle (auch Heintgesmühle genannt) im Eschbachtal